# منطقة فورستنفلدبروك
مِنطقَة فورستنفلدبروك (بالأَلمانِيَّة: Landkreis Fürstenfeldbruck) هي دائِرَة رِيفِيَّة أَلمانِيَّة تَّابعة لمُحافظة باڤارِيا العُليَا في وِلاَية باڤارِيا في جُمهُوريَّة أَلمَانيَا الاِتّحاديّة. بمِساحة تُقَدَّر بحَوالَي 434,79 كم².

## وصلات خارجية
- الصّفحة الرّسميّة لفورستنفلدبروك (بالألمانية)